# Monism și dualism în dreptul internațional
De-a lungul timpului s-au format două moduri de a privi relația dintre dreptul internațional și dreptul național: cea monistă și cea dualistă. 
Perspectiva monistă are în vedere unitatea dintre cele două. Așadar, cele două tipuri de drept formează o comuniune, ambele dictând legalitatea unei acțiuni. 
Perspectiva dualistă are în vedere caracterul strict separat dintre cele două. Dualiștii consideră că dreptul internațional necesită transpus într-o formă care să se afle în conformitate cu dreptul național. Dacă această transpunere nu are loc, atunci dreptul internațional nu produce efecte juridice. 
Cele mai multe state urmează un model mixt.

## Exemple

### România
În România se recunoaște supremația dreptului internațional asupra celui național. Constituția României, în articolul 11, recunoaște îndatorirea statului român de a se subordona prevederilor tratatelor internaționale la care ia parte.